# Nationalpark Drentsche Aa
Der Nationalpark Drentsche Aa (niederländisch Nationaal beek- en esdorpenlandschap Drentsche Aa, wörtlich übersetzt Nationale Bach- und Angerdorflandschaft Drentsche Aa) ist ein Nationalpark in der niederländischen Provinz Drenthe. Der etwa 10.000 Hektar große Park ist nach den Nationalparks Oosterschelde und Nieuw Land der flächenmäßig drittgrößte Nationalpark im europäischen Teil der Niederlande. Am 4. Dezember 2002 wurde der Nationalen Bach- und Angerdorflandschaft Drentsche Aa der offizielle Status eines Nationalparks verliehen. Das Gebiet ist außerdem seit 2007 Teil der mehr als dreimal so großen Nationalen Landschaft Drentsche Aa. Des Weiteren gehört der Park seit September 2013 auch zum europäischen Schutzgebietsnetzwerk Natura 2000. Jährlich wird der Nationalpark von etwa 500.000 Touristen besucht.

## Geographie
Der Nationalpark liegt im Norden der Provinz Drenthe an der Grenze zu Groningen. Das Gebiet hat eine grob dreieckige Form, die im Süden durch die Fernstraße N33 und im Osten durch die N34 begrenzt wird. Im Westen grenzt der Nationalpark unmittelbar an den Stadtrand von Assen. Durch den äußersten Norden des Parks führt der niederländische Autosnelweg 28.

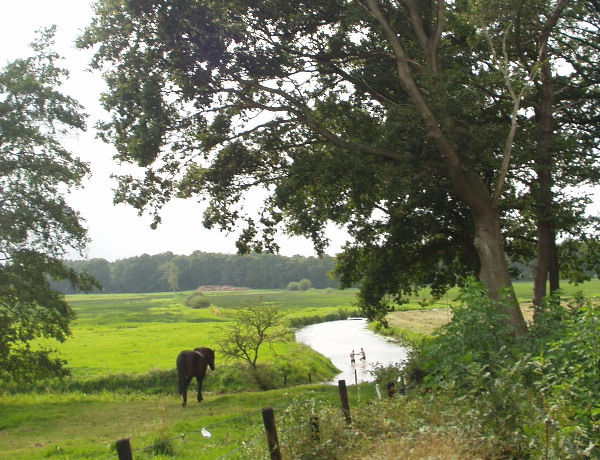
Typische Landschaft des Nationalparks Drentsche Aa

Das geschützte Areal gehört zum Einzugsgebiet des kleinen Flusses Drentsche Aa, der dem Nationalpark seinen Namen gegeben hat. Der besondere Wert der Landschaft ergibt sich vor allem aus der Naturbelassenheit der Drentschen Aa und ihrer Umgebung. So hat sich der Charakter des Gebiets seit der Mitte des 19. Jahrhunderts nicht wesentlich verändert, insbesondere wurde die Drentsche Aa nicht eingedeicht, was für die Flüsse und Bäche der Niederlande sehr untypisch ist. Der Nationalpark liegt teilweise auf dem etwa 25 Meter hohen Hügelrücken Hondsrug, der sich vom Drentschen Plateau bis zum Hogeland an der Küste zieht.
Neben schützenswerten Naturgebieten wie Heideflächen, Graslandschaften, kleinen Waldgebieten und Sandverwehungen umfasst der Park mit De Strubben-Kniphorstbosch auch das erste archäologische Reservat der Niederlande. Hier befinden sich unter anderem einige Hünengräber und Grabhügel. Innerhalb der Grenzen des Nationalparks liegen außerdem insgesamt 16 Dörfer und Weiler mit insgesamt etwa 10.000 Einwohnern, von denen Rolde und Tynarloo die größten sind.
Ebenfalls Teil des Parkgebiets ist das ehemalige Truppenübungsgelände Balloërveld. Dieses umfasst ein höhergelegenes Plateau zwischen zwei Bächen auf dem sich heute neben der vorherrschenden Heide auch einige Torfmoore befinden. Im Zweiten Weltkrieg gehörte dieser Ort zum sogenannten „Frieslandriegel“, einer Verteidigungslinie der deutschen Wehrmacht gegen die von Westen her anrückenden Streitkräfte der Alliierten. Viele der hier zu diesem Zweck angelegten Panzergräben sind heute noch gut sichtbar.
Im Süden des Nationalparks gibt es vier große, zusammenhängende Waldgebiete, die während der Weltwirtschaftskrise in den 1930er-Jahren als Arbeitsbeschaffungsmaßnahme angepflanzt wurden. Ursprünglich sollte das Holz der Bäume im Bergbau und in der Industrie genutzt werden, was jedoch nie umgesetzt wurde. Stattdessen stellen diese Wälder heute einen wichtigen touristischen Anlaufpunkt dar.

## Entstehung
Das heutzutage sichtbare Landschaftsbild wurde vor allem während der Saale-Eiszeit vor etwa 200.000 bis 130.000 Jahren geprägt. Während dieser Kaltzeit drangen Gletscher aus nordwestlicher Richtung bis in das Gebiet des heutigen Drenthe vor und schoben große Mengen an Gestein und Lehm vor sich her. Diese lagerten sich an der Grenze der weitesten Ausdehnung ab und schufen die Grundlage des heutigen Hügelrückens. Nachdem die Eismassen begannen sich zurückzuziehen, trugen große Mengen Schmelzwasser zur Erosion des Gebiets bei. Viele der kleinen Bachläufe, die heute den Nationalpark durchströmen, wurden in dieser Zeit gebildet.

## Kulturhistorische Bedeutung

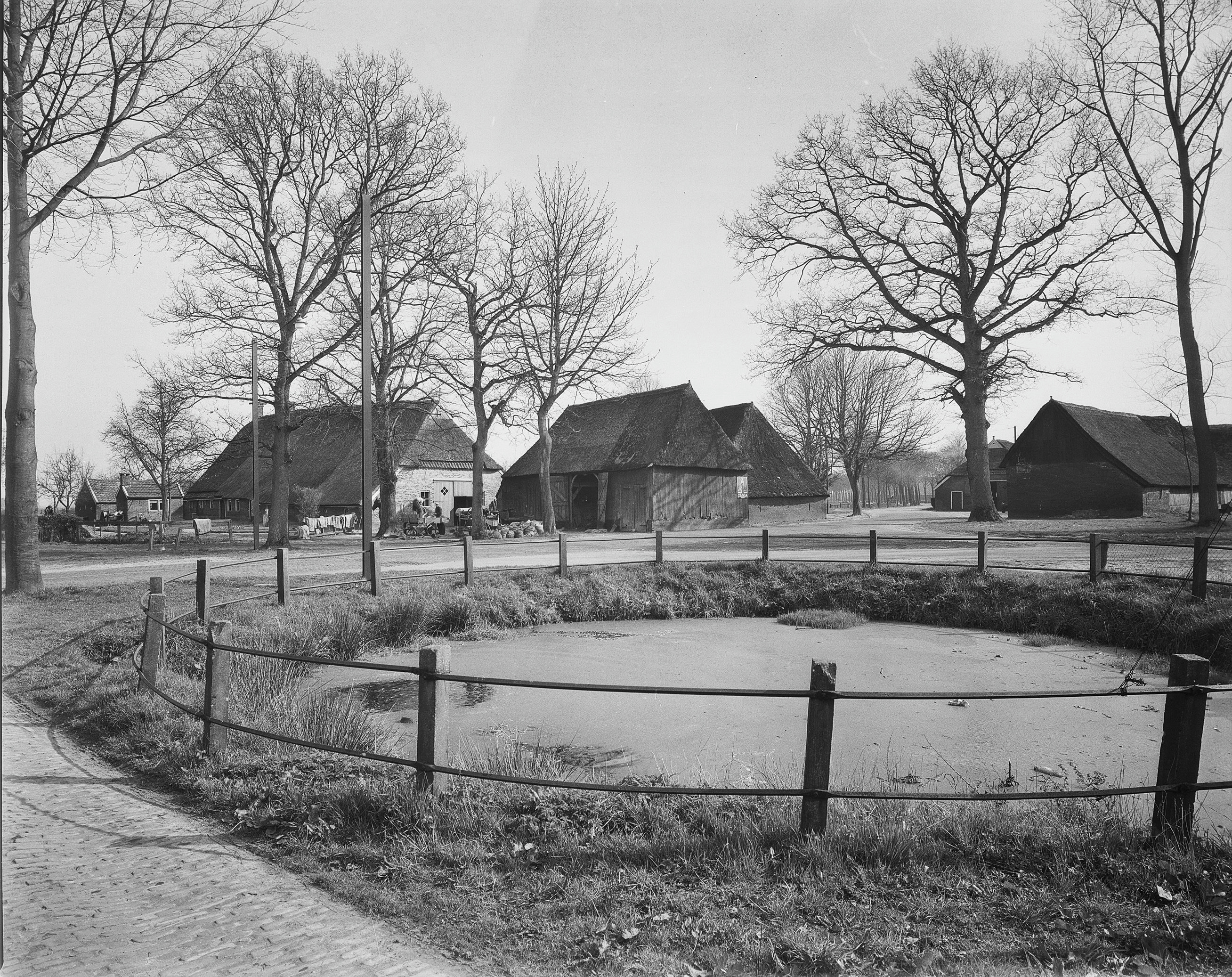
Anger des im Nationalpark gelegenen Dorfes Eext mit Dorfteich und darum gruppierten Gehöften

### Angerdörfer
Der Nationalpark beherbergt eine seit der Mitte des 19. Jahrhunderts kaum veränderte Kulturlandschaft. Hier liegt eine große Anzahl sogenannter Angerdörfer (niederl. esdorpen), welche sich dadurch von anderen Dörfern abheben, dass ihre Häuser planmäßig um einen zentralen Platz, den Anger, angelegt worden sind. Der Anger wurde von allen Dorfbewohnern gemeinschaftlich genutzt und diente beispielsweise zur nächtlichen Unterbringung des Nutzviehs oder zur Absonderung kranker oder schlachtreifer Tiere. Des Weiteren wurde auf dem Anger häufig ein kleiner See angelegt, in dem durch die Dorfgemeinschaft Fische eingesetzt oder Wasservögel wie Enten und Gänse gehalten wurden. Umgeben sind die Angerdörfer von einer auch heute noch erhaltenen besonderen Flurform, dem sogenannten Eschflur. Der Begriff bezeichnet höher gelegene, hofnahe Landwirtschaftsflächen, die meist als Einfeldwirtschaft betrieben und in der Regel mit Plaggen gedüngt wurden. In vielen Fällen sind heute auch noch die für diese Form der Bewirtschaftung typischen Wallhecken sichtbar, die die Ackerflächen umgaben und vor Beschädigungen durch das Vieh schützen sollten.

### Megalithbauten

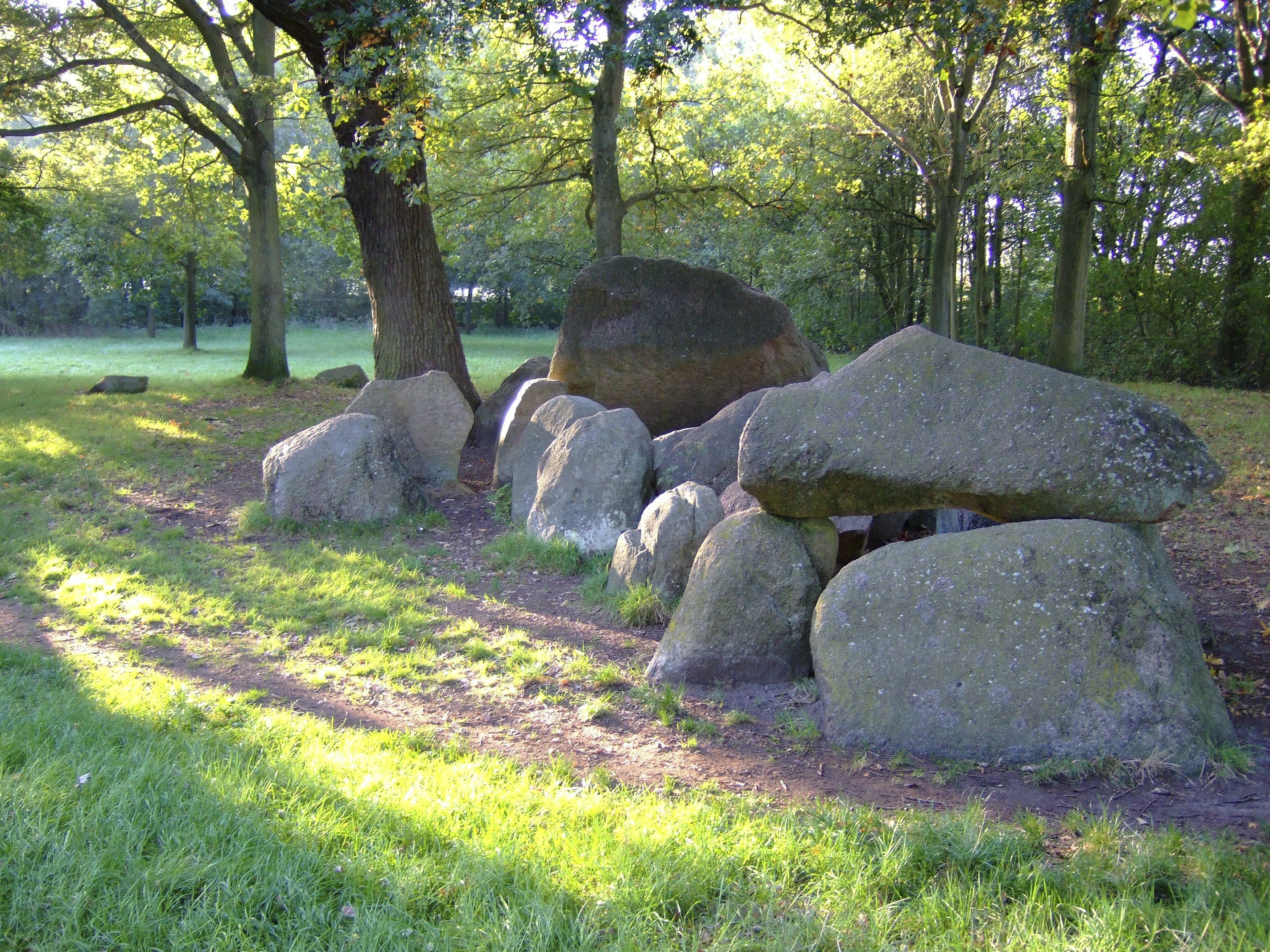
Megalithanlage im Wald bei Rolde

Im Nationalpark sind Spuren prähistorischer menschlicher Besiedlung von vor bis zu 5000 Jahren sichtbar. Am markantesten sind die etwa 60 Großsteingräber aus der Bronzezeit, die im archäologischen Reservat De Strubben-Kniphorstbosch und auf dem ehemaligen Truppenübungsplatz Balloërveld besichtigt werden können. Des Weiteren beherbergt das Gebiet auch noch zwei sogenannte Dolmen, deren ursprünglicher Zweck heute umstritten ist.

## Flora
Der Nationalpark Drentsche Aa beherbergt neben den für die Heidelandschaft typischen und häufig vorkommenden Gewächsen auch einige seltenere Pflanzen, die zum Teil auch auf der Roten Liste der gefährdeten Arten stehen. Ein Beispiel ist die nur zwischen Mitte Mai und Mitte Juni blühende Schwarze Teufelskralle, die in einigen der naturbelassenen Bachtäler wächst. Weitere bedrohte Arten sind etwa das Wechselblättrige Milzkraut und die als Heilpflanze verwendete Arnika. Eine weitere Besonderheit des Parks sind die zahlreichen Orchideen, die im Frühjahr bis in den Juni hinein blühen. Darunter befinden sich Arten wie das Gefleckte und das Breitblättrige sowie das Übersehene Knabenkraut. Insgesamt kommen im Nationalpark Drentsche Aa etwa 800 der rund 1400 in den Niederlanden nachgewiesenen Pflanzenarten vor.

## Fauna

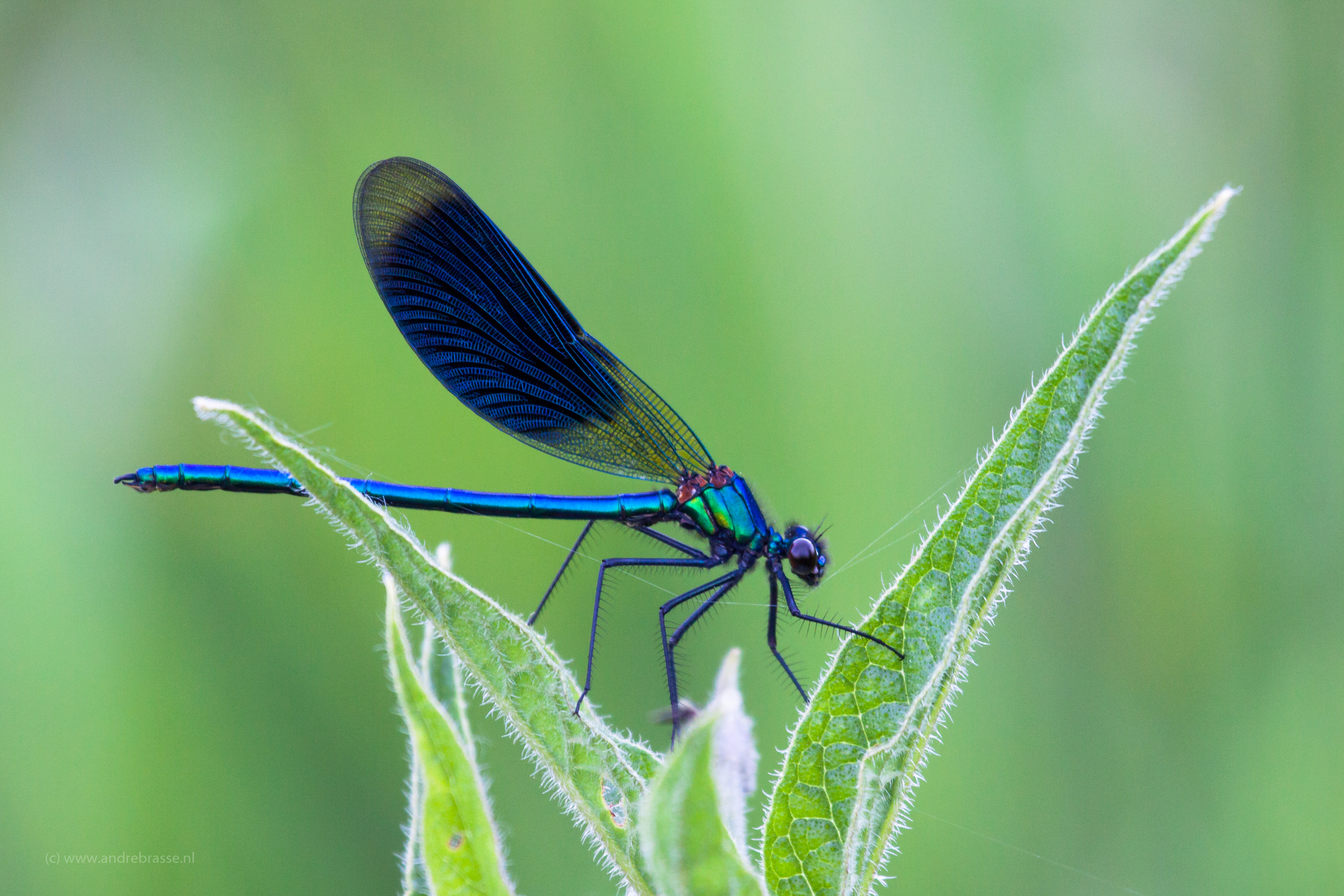
Männchen der Gebänderten Prachtlibelle

Der Nationalpark Drentsche Aa bietet einer Reihe von Tierarten einen Lebensraum. Vertreter der Säugetiere in dem Gebiet sind unter anderem das Reh, das Wildkaninchen und mehrere Arten der Wühlmäuse. Seit den 1980er-Jahren breitet sich der Steinmarder wieder in dem Gebiet aus. Von nationaler Bedeutung ist das Vorkommen der bedrohten Wasserspitzmaus im Gebiet des Nationalparks. Eine explosive Populationsentwicklung erfuhr seit den 1970er-Jahren die eingeschleppte Bisamratte.
Der Park beherbergt außerdem eine Population von Europäischen Bibern, die einen wichtigen ökologischen Zweck erfüllt. Neben anderen Gehölzen fällen die Biber auch immer wieder Exemplare der unerwünschten Spätblühenden Traubenkirsche. Diese ursprünglich aus Nordamerika stammende Pflanze wurde vor etwa einhundert Jahren in den Niederlanden eingeführt und gilt heute als invasive Art.
Besonders auf Grund der größtenteils naturbelassenen Bachläufe und wenig intensiven Landwirtschaft finden viele Vogelarten in dem Areal Zuflucht. Einige der hier vorkommenden Arten sind zum Beispiel die Bekassine, der Baumpieper, der Neuntöter, das Schwarzkehlchen, die Goldammer oder der Gartenrotschwanz.
Besonderen Schutzstatus genießt auch die Gebänderte Prachtlibelle, die in den letzten Jahren in den Niederlanden selten geworden ist, jedoch im Nationalpark wieder reichlich anzutreffen ist.

## Status und Verwaltung
In anderen Nationalparks werden üblicherweise andere Belange dem Schutz und Erhalt der Natur untergeordnet. Auf Grund der herausragenden kulturgeschichtlichen Bedeutung des Drentsche-Aa-Gebiets ist dies hier jedoch nicht uneingeschränkt der Fall. Stattdessen hat der Park eine sogenannte „erweiterte Zielsetzung“ (niederl. verbrede doelstelling), gemäß der die Weiterführung der traditionellen Landwirtschaft und die Lebensqualität in den Dörfern innerhalb des Parks den Themen des Naturschutzes gleichgestellt sind. Aus diesem Grund wurde lange über die Machbarkeit der Einrichtung eines Nationalparks debattiert, erst durch die Schaffung des besonderen Schutzkonzepts konnte das zuständige Ministerium für Landwirtschaft, Natur und Lebensmittelqualität in Person des damaligen Ministers Cees Verman der Vergabe des Nationalpark-Status zustimmen.
Als Verwaltungsorgan des neuen Nationalparks schuf das Ministerium im Jahr 2002 das Overlegorgaan Drentsche Aa (etwa: Beratender Ausschuss Drentsche Aa). Das Gremium untersteht der Provinzregierung von Drenthe und setzt sich aus Vertretern von Organisationen wie der niederländischen Forstbehörde Staatsbosbeheer und der örtlichen Waterschappen sowie der Gemeinden, die Anteil am Parkgebiet haben, zusammen.

## Galerie

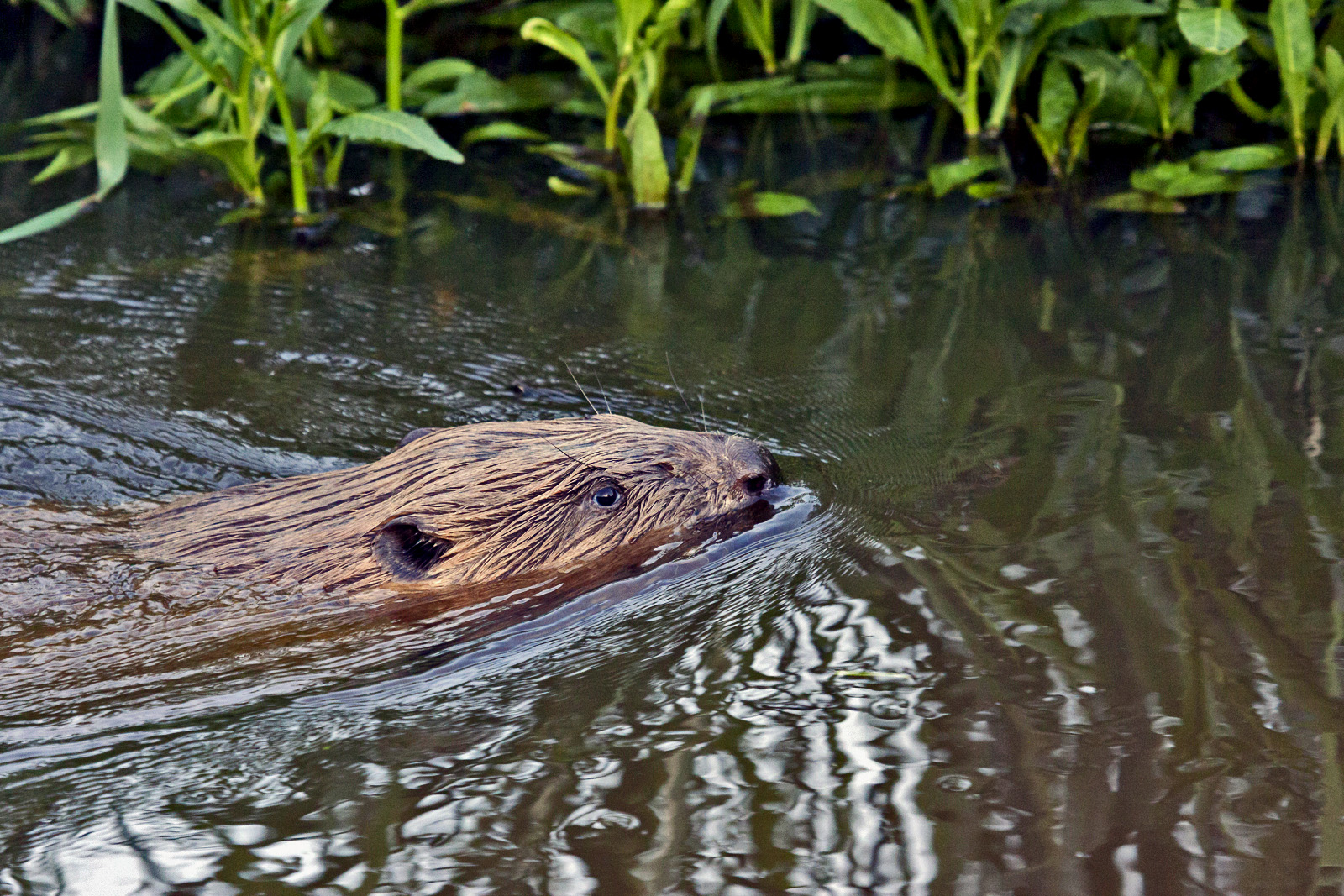
Ein Biber in der Drentschen Aa
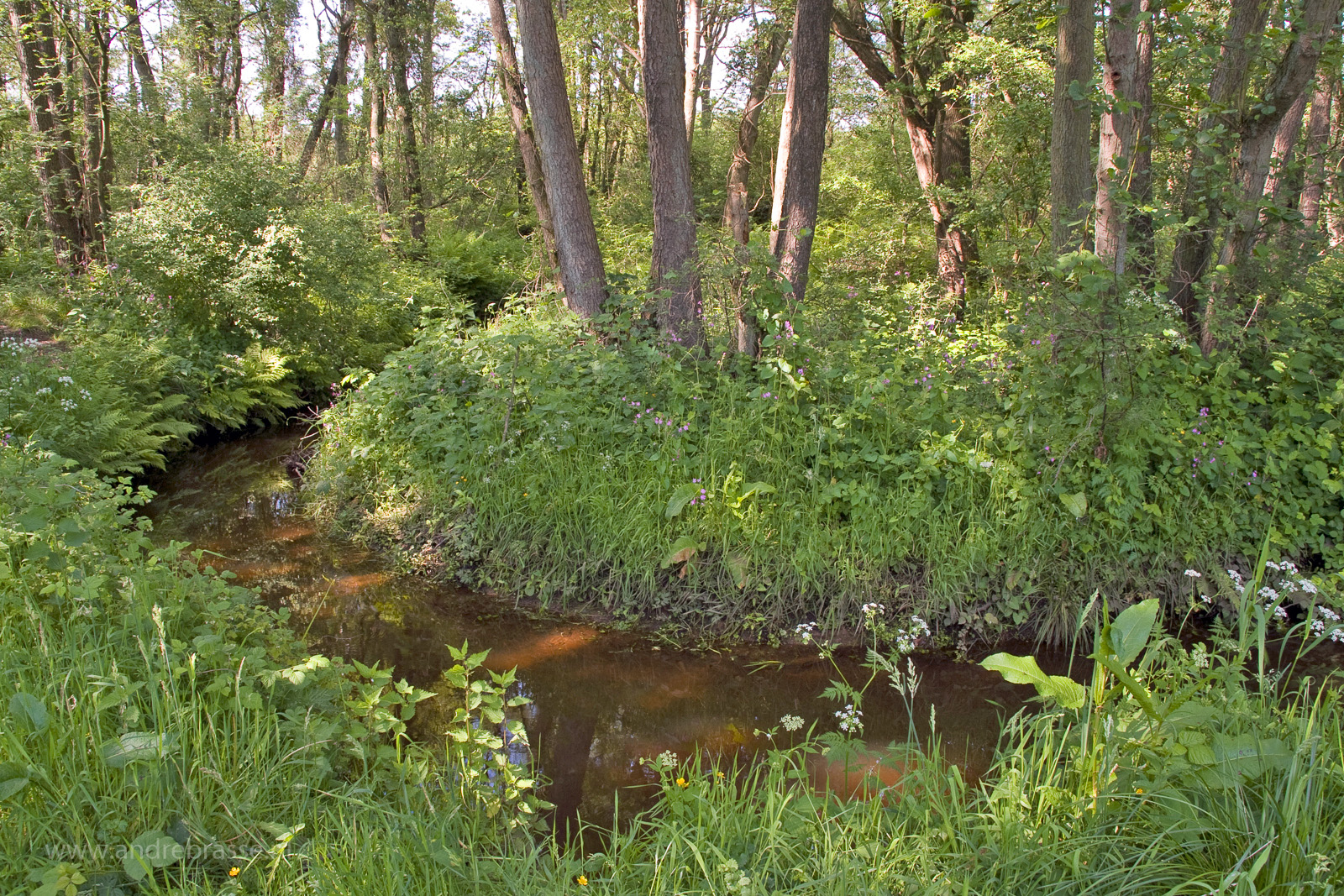
Waldstück mit kleinem Bachlauf
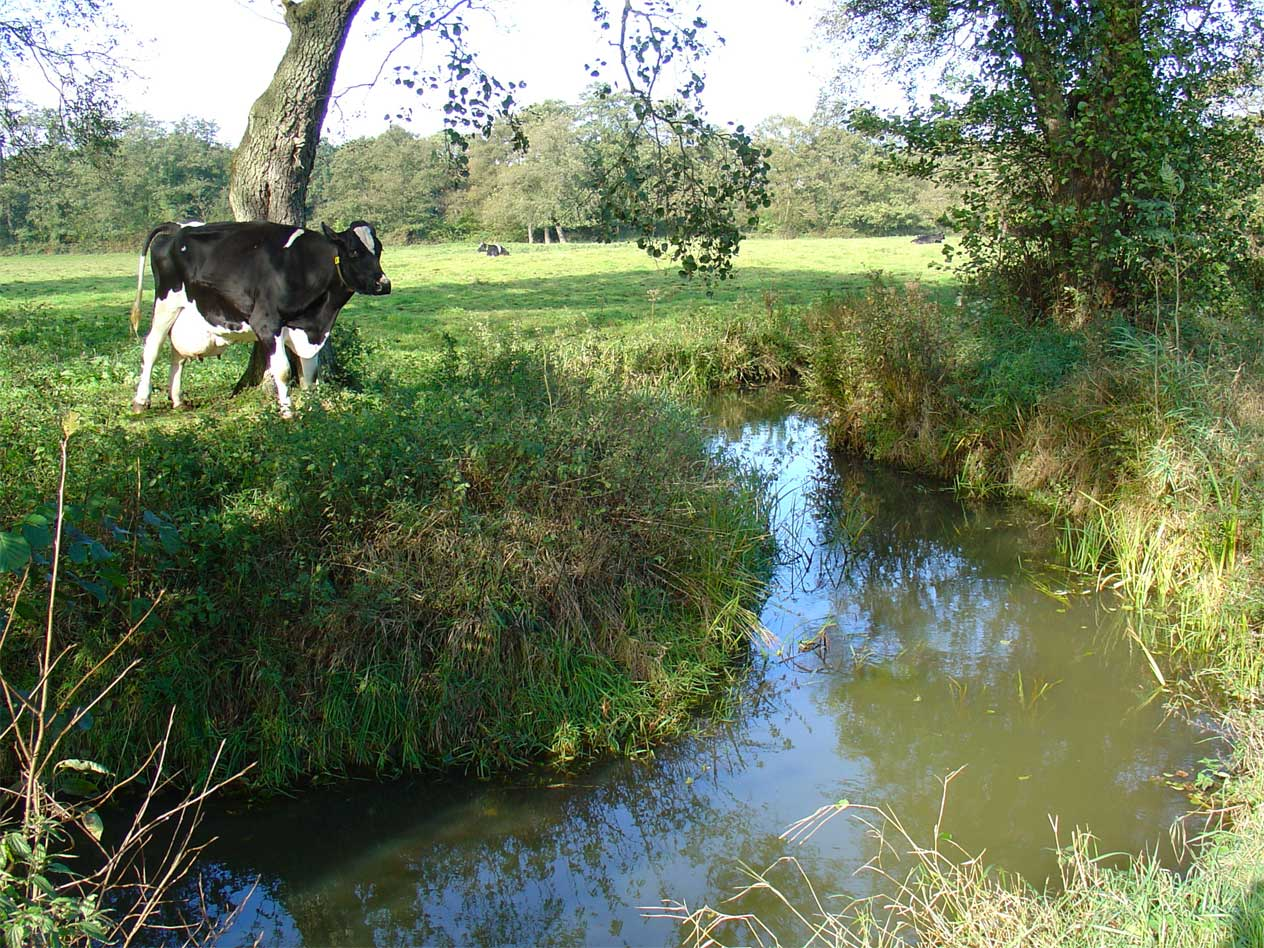
Nutzvieh am Amerdiep, einem der Zuflüsse der Drentschen Aa
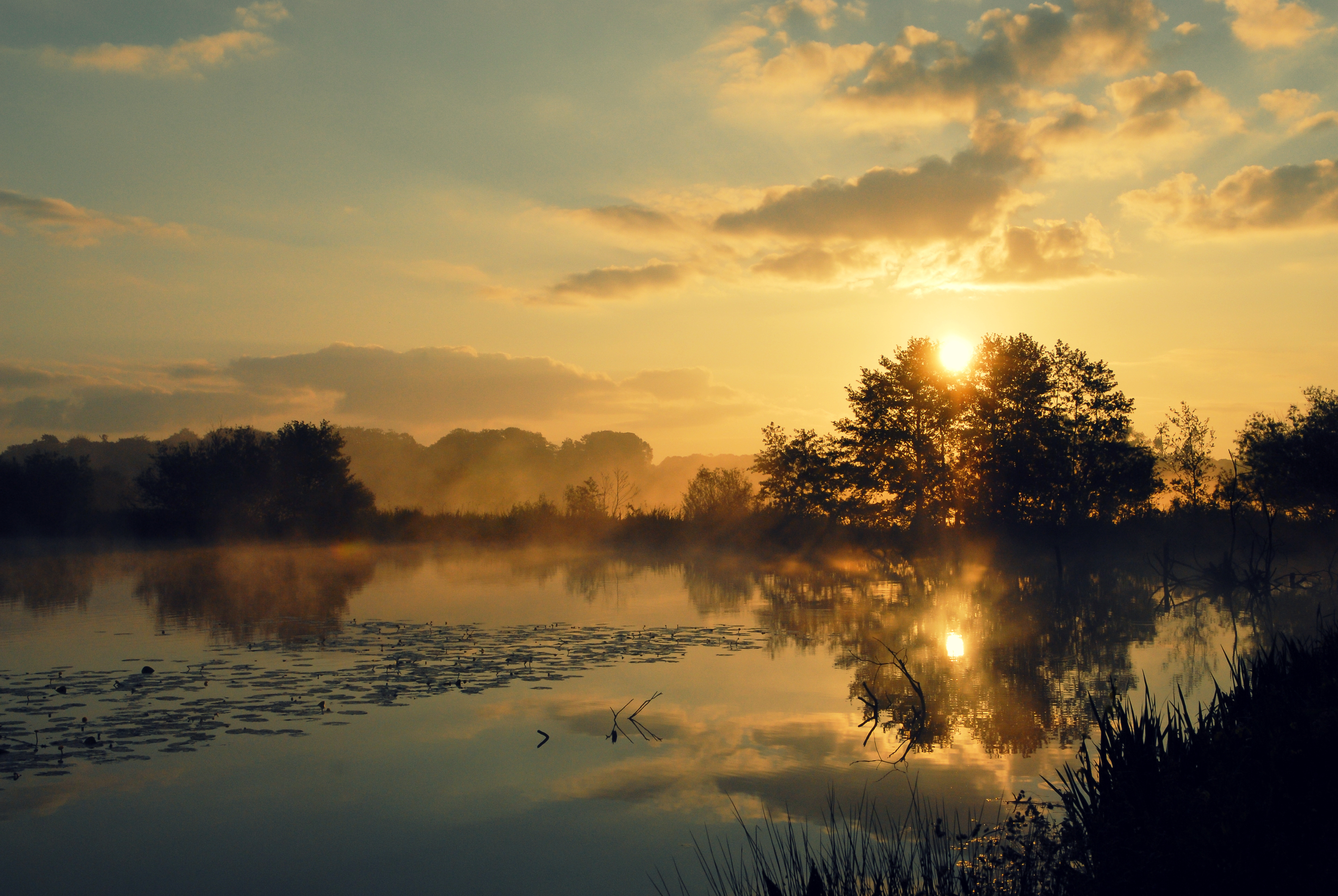
Sonnenaufgang im Nationalpark